# 组织蛋白酶B
组织蛋白酶B（英文：Cathepsin B）属于溶酶体半胱氨酸蛋白酶家族，也叫半胱氨酸组织蛋白酶，在细胞内蛋白水解中起重要作用。在人体内的组织蛋白酶B被编码为CTSB基因。组织蛋白酶B的水平在某些癌症、癌前病变和各种其他病理状况中会上调。

## 结构

### 基因
CTSB基因位于染色体8p22，由13个外显子组成。CTSB基因位于8p22染色体，由13个外显子组成。CTSB基因的启动子含有一个富含GC的区域，包含许多SP1位点，类似于管家基因。已发现该基因至少有五个编码相同蛋白质的转录变体。

### 蛋白质
组织蛋白酶B在粗面内质网上合成为339个氨基酸的前酶原，具有17个氨基酸的信号肽。然后将43/46 kDa的组织蛋白酶原B转运到高尔基体，在那里将形成组织蛋白酶B。成熟的组织蛋白酶B由25-26 kDa的重链和5 kDa的轻链组成，它们通过二硫键的二聚体连接。

## 功能
组织蛋白酶B可增强其他蛋白酶的活性，包括基质金属蛋白酶、尿激酶（丝氨酸蛋白酶尿激酶纤溶酶原激活剂）和组织蛋白酶D。因此，它在细胞外基质成分的蛋白水解、细胞间通讯中断和减少蛋白酶抑制剂的表达方面具有重要作用。它还参与自噬和分解代谢，有造成肿瘤的恶性发展，并可能参与特异性免疫抵抗。此外，它被确定为具有较小的连接酶活性，能够通过酰胺键连接肽片段。

## 临床意义
组织蛋白酶B可以作为多种癌症的潜在有效生物标志物。. 组织蛋白酶B的过度表达与侵袭性和转移性癌症有关。组织蛋白酶B在新陈代谢过程中在肌肉组织中产生。它能够穿过血脑屏障并且与神经发生有关，特别是在小鼠齿状回中。多种疾病导致组织蛋白酶B水平升高，从而导致许多病理过程，包括细胞死亡、炎症和有毒肽的产生。专注于神经系统疾病，在癫痫啮齿动物模型中的组织蛋白酶 B 基因敲除研究表明，组织蛋白酶B会导致大量因诱发癫痫而发生的凋亡细胞死亡。
对诱发癫痫发作的老鼠进行组织蛋白酶B抑制剂治疗，可改善神经系统评分、学习能力，并大大减少神经元细胞死亡和促凋亡细胞死亡肽。同样，在创伤性脑损伤老鼠模型中组织蛋白酶B基因敲除和组织蛋白酶B抑制剂治疗研究表明，组织蛋白酶B是导致神经肌肉功能障碍、记忆丧失、神经元细胞死亡以及增加促坏死与促凋亡细胞死亡肽的关键。在缺血性非人类灵长类动物和啮齿动物模型中，组织蛋白酶B抑制剂治疗可防止脑神经元显着丧失，尤其是在海马体中的神经元。在肺炎链球菌脑膜炎啮齿动物模型中，组织蛋白酶B抑制剂治疗极大地改善了感染的临床过程，并减少了脑部炎症和炎症性白细胞介素-1β （IL1-β）和肿瘤坏死因子-α（TNF-α）。
在表达人类前类淀粉蛋白质（APP）的转基因阿尔茨海默症动物模型中，该模型含有在大多数阿尔茨海默症患者或豚鼠中发现的野生型β-分泌酶位点序列，这是人类野生型APP加工的自然模型, 遗传上删除组织蛋白酶B基因或化学上抑制组织蛋白酶B大脑活动导致此类小鼠的记忆缺陷得到显着改善并降低神经毒性全长β淀粉样蛋白(1-40/42)和特别有害的焦谷氨酸β淀粉样蛋白的水平(3-40/42)，这被认为是导致疾病的原因。在一个非转基的因衰老加速的小鼠品系中，它也具有含有野生型β-分泌酶位点序列的APP，用银杏叶提取出的白果内酯，也可以通过组织蛋白酶B抑制剂降低了β淀粉样蛋白。此外，siRNA 沉默或化学抑制具有人类野生型 β-分泌酶活性的原代啮齿动物海马细胞或牛嗜铬细胞中的组织蛋白酶B，可通过调节分泌途径减少β淀粉样蛋白的分泌。CTSB基因的突变与热带胰腺炎（一种慢性胰腺炎）有关。

## 相互作用
组织蛋白酶B可以与以下物质产生相互作用：
- 组织蛋白酶D[47]
- 胱抑素A[48][49]
- 胱抑素B[48][50]
- S100A10[51]

组织蛋白酶B可以被以下物质抑制：
- 硝唑啉[52]
- CA-074[53]